# Christiaan Frankenhout
Christiaan Frankenhout (13 januari 1982, te Westzaan) is een Nederlands autocoureur die in 2008 uit zal komen in de BRL V6, Formule Gloria en de Gloria Scouting Cup. Hij is de zoon van Fred Frankenhout, hij was in de jaren zeventig en tachtig een succesvol autocoureur in diverse nationale kampioenschappen.

## Carrière
In 1999 volgde Christiaan een race cursus bij Rensportschool Zandvoort, hierbij haalde hij zijn racelicentie. Hij deed ook mee aan de Radio 538 Challenge, dit was een programma om jonge talenten te zoeken. Hierbij werd hij tweede achter Rory Bertram. Hierna ging hij in 2000 racen in de Citroën Saxo Cup. In dit kampioenschap werd hij vijfde. Ook reed hij een gastrace in het Deense Saxo kampioenschap, welke hij won. 2001 was het jaar dat Christiaan in de Toyota Yaris Cup ging rijden. Hij werd er derde in het kampioenschap. Ook reed hij een gastrace in de Seat Endurance Cup op Circuit Zolder, hij wist deze met zijn team te winnen. In 2002 ging hij naar de Renault Clio Cup, en deed hij mee in de Dutch Winter Endurance Series. In de Renault Clio Cup reed hij zijn Renault Clio RS II naar een zevende plek in het kampioenschap. In de DWES reed hij zijn BMW naar een derde plek in het kampioenschap. In 2003 reed hij weer in de Renault Clio Cup, deze keer werd hij vierde in het kampioenschap. In 2004 reed hij in de Seat Cupra Cup, hier werd hij in zijn Seat Ibiza Cupra tweede in het kampioenschap. In 2005 reed hij weer in de Seat Cupra Cup, deze keer met minder succes. Hierna ging hij terug naar de Duits Toyota Yaris Cup. Ook racete hij in de BRL V6. In de Toyota Yaris werd hij kampioen. In de BRL werd hij veertiende. In 2007 ging hij bij PS Autosport rijden in de BRL V6. Hij haalde precies honderd punten en belandde op de zesde plek in het kampioenschap. Ook reed hij een gastrace bij de Duits SEAT Leon Supercopa, hij haalde geen punten, maar reed wel de snelste ronde in een van de twee races. In 2008 maakt Christiaan zijn debuut in de formule auto's. Hij racet in de Formule Gloria en is de favoriet in de Gloria Scouting Cup. Christiaan reed ook een gastrace bij Köhler Sport met een Seat Ibiza TDI in de Toerwagen Diesel Cup. In de BRL V6 rijdt hij weer bij PS Autosport met als teamgenoten Jacky van der Ende en Peter Stox.